# Kalamaki
Kalamaki är en ort i Grekland. Den ligger i prefekturen Nomós Zakýnthou och regionen Joniska öarna, i den sydvästra delen av landet, 250 km väster om huvudstaden Aten. Kalamaki ligger 20 meter över havet och antalet invånare är 890. Den ligger på ön Zakynthos.
Terrängen runt Kalamaki är kuperad söderut, men norrut är den platt. Havet är nära Kalamaki åt sydost. Närmaste större samhälle är Zákynthos, 4,3 km norr om Kalamaki.